# Rafael Nadal i Company
|  | Per a altres significats, vegeu «Rafael Nadal (desambiguació)». |

Rafael Nadal i Company (Palma, 1917 - Tarragona, 2008) fou un polític i advocat mallorquí establert a Catalunya.
Comença a treballar com a advocat en 1943, exercint-ne el torn d'ofici durant seixanta anys. Va ser un dels cofundadors de l'Assemblea de Catalunya, sent detingut per injúries a l'exèrcit en la manifestació de la Marxa de la Llibertat. Militant del PSC-PSOE, va ser escollit senador per la província de Tarragona a les eleccions generals espanyoles de 1979 i 1982. El 1983 fou advocat dels encausats pels fets del càmping Els Alfacs. Membre fundador i president de l'Agrupació de Juristes Tarragonins.
Vinculat al món de l'esport, va ser soci fundador del Club Natació Tàrraco en 1961. També va involucar-se amb les associacions de veïns en el moment de la seua creació, i és soci d'honor d'alguna d'elles. Va rebre la Medalla Francesc Macià al mèrit al treball i la insígnia d'argent dels Aviadors de la República. El seu fill Joan Miquel Nadal i Malé ha estat alcalde de Tarragona per CiU entre 1989 i 2007.
La Generalitat li atorgà el 1995 la Medalla al treball President Macià. També va rebre la insígnia de plata d'Aviadors de la República. L'any 1996 publicà Més de mig segle en el torn d'ofici i altres records on relatava fets viscuts com a protagonista o espectador.

## Fons personal
L'any 1993 Rafael Nadal i M. Lluïsa Malé van fer donació a l'Ajuntament de Tarragona d'una col·lecció de béns mobles i documentals. Els primers es troben dipositats a la Casa Castellarnau. Entre la documentació destaca una col·lecció de 13 gravats antics de Tarragona que es conserven al Museu d'Història i una col·lecció de llibres que es poden consultar a la Biblioteca Hemeroteca Municipal. Es tracta d'un llegat petit quant al nombre de publicacions, 155 títols, però molt interessant perquè són llibres dels quals no disposava la biblioteca. Entre els més antics destaquen Tratado del hombre (1594), Constitutions y altres drets de Cathalunya (1588), Resumen i iustificacion de las pretensiones del muy illustre cabildo (1689).